# Struthanthus glomeriflorus
Struthanthus glomeriflorus är en tvåhjärtbladig växtart som beskrevs av August Wilhelm Eichler. Struthanthus glomeriflorus ingår i släktet Struthanthus och familjen Loranthaceae. Inga underarter finns listade i Catalogue of Life.